# Placówka Straży Celnej „Kaczorówka”

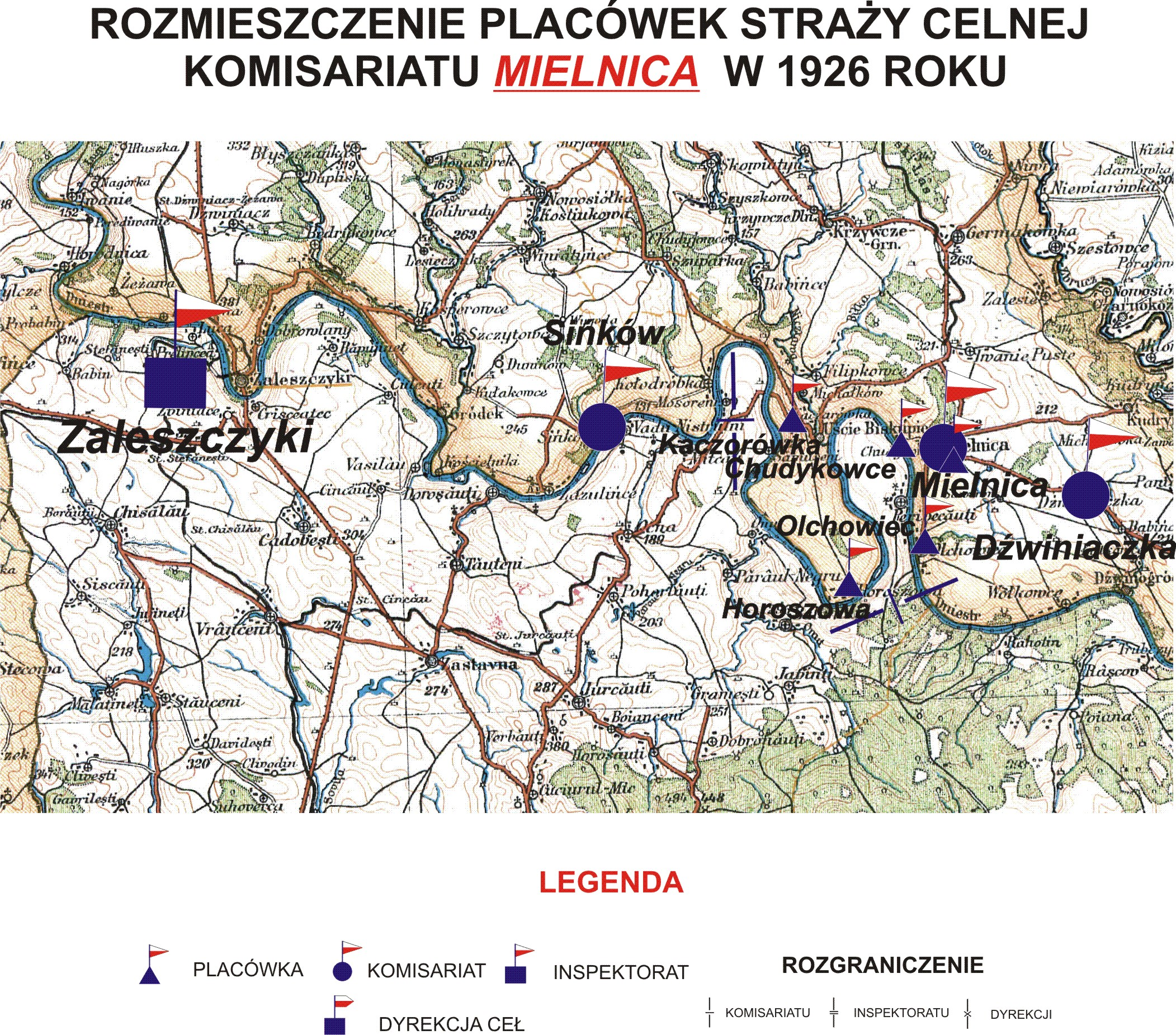
Rozmieszczenie placówek SC komisariatu "Mielnica" w 1926

Placówka Straży Celnej „Kaczorówka” – jednostka organizacyjna Straży Celnej pełniąca w okresie międzywojennym służbę ochronną na granicy polsko-rumuńskiej.

## Formowanie i zmiany organizacyjne
Na wniosek Ministerstwa Skarbu, uchwałą z 10 marca 1920 roku, powołano do życia Straż Celną. Jednostki Straży Celnej rozpoczęły przejmowanie odcinków granicy od pododdziałów Batalionów Celnych. W 1922 roku w Mielnicy stacjonował sztab 3 kompanii 22 batalionu celnego. Kompania wystawiała między innymi placówkę w Kaczorówce. Proces tworzenia Straży Celnej trwał do końca 1922 roku. Placówka Straży Celnej „Kaczorówka” weszła w podporządkowanie komisariatu Straży Celnej „Mielnica” z Inspektoratu SC „Zaleszczyki”.
W drugiej połowie 1927 roku przystąpiono do gruntownej reorganizacji Straży Celnej. W praktyce skutkowało to rozwiązaniem tej formacji granicznej. Ochronę północnej, zachodniej i południowej granicy państwa przejęła powołana z dniem 2 kwietnia 1928 roku Straż Graniczna.  W strukturach nowo powstałej formacji placówki „Kaczorówka” nie odtworzono.
Jeszcze wcześniej, z dniem 1 listopada 1927 roku Inspektorat Straży Celnej „Zaleszczyki”, w tym komisariat SC „Mielnica” został rozwiązany, a  rejon odpowiedzialności komisariatu został przekazany pododdziałom Korpusu Ochrony Pogranicza.

## Funkcjonariusze placówki
Kierownicy placówki
| stopień    | imię i nazwisko, numer | okres pełnienia służby | kolejne stanowisko |
| ---------- | ---------------------- | ---------------------- | ------------------ |
| przodownik | Tadeusz Synowiec (154) | był w 1926             |                    |

Obsada personalna placówki w 1926:
- przodownik Tadeusz Synowiec (154)
- starszy strażnik Ignacy Wojtkowski (870)
- strażnik Józef Bekier (1444)
- strażnik Feliks Konopa (1464)
- strażnik Franciszek Szulczyk (1504)
- strażnik Andrzej Kutaj (1405)
- strażnik Antoni Słomiany (1408)
- strażnik Paweł Sznajder (1721)
- strażnik Wojciech Zięcina (1419)